# Pitta superba
La pitta superba (Pitta superba Rothschild & Hartert, 1914) è un uccello passeriforme della famiglia dei Pittidi.

## Descrizione

### Dimensioni
Misura fino a 22 cm di lunghezza, coda compresa.

### Aspetto
Questi uccelli hanno un aspetto paffuto e massiccio, con ali e coda corte, forti zampe e testa e becco allungati.

La livrea è nera su testa, dorso, petto, fianchi, coda e ali, presentando decise sfumature verdastre su queste ultime (che mostrano inoltre remiganti e copritrici azzurro brillante): ventre e sottocoda sono invece di colore rosso. La femmina presenta taglia leggermente minore e piumaggio di colore più spento rispetto al maschio: in ambedue i sessi il becco è nerastro, le zampe sono di color carnicino-grigiastro e gli occhi sono bruni.

## Biologia

### Comportamento
Si tratta di uccelli diurni e solitari, molto timidi e riservati ma allo stesso tempo estremamente territoriali nei confronti dei conspecifici: essi passano la maggior parte della giornata muovendosi con circospezione nel folto del sottobosco, alla ricerca di cibo.

### Alimentazione
La dieta della pitta superba è composta essenzialmente da chiocciole (che vengono ripetutamente sbattute contro un sasso per romperne il guscio) e lombrichi: quando possibile, essa viene inoltre integrata con insetti e altri piccoli invertebrati.

### Riproduzione
La riproduzione di questi uccelli non è stata finora descritta in natura, ma si ritiene tuttavia che non si discosti significativamente per modalità e tempistica dal pattern seguito dalle altre specie di pitte.

## Distribuzione e habitat
La pitta superba è endemica dell'isola di Manus, a nord-est della Nuova Guinea: il suo habitat è rappresentato dalla foresta pluviale primaria e secondaria e dalle foreste di bambù fino a 200 m di quota, possibilmente in prossimità di corsi d'acqua dolce.